# Спасіння (Цілком таємно)
Спасіння (Salvage) — 9-й епізод восьмого сезону серіалу «Цілком таємно». Епізод не належить до «міфології серіалу» — це монстр тижня. Прем'єра в мережі «Фокс» відбулася 7 січня 2001 року.
У США серія отримала рейтинг Нільсена, рівний 7.1, це означає, що в день виходу її подивилися 11.7 мільйона глядачів.

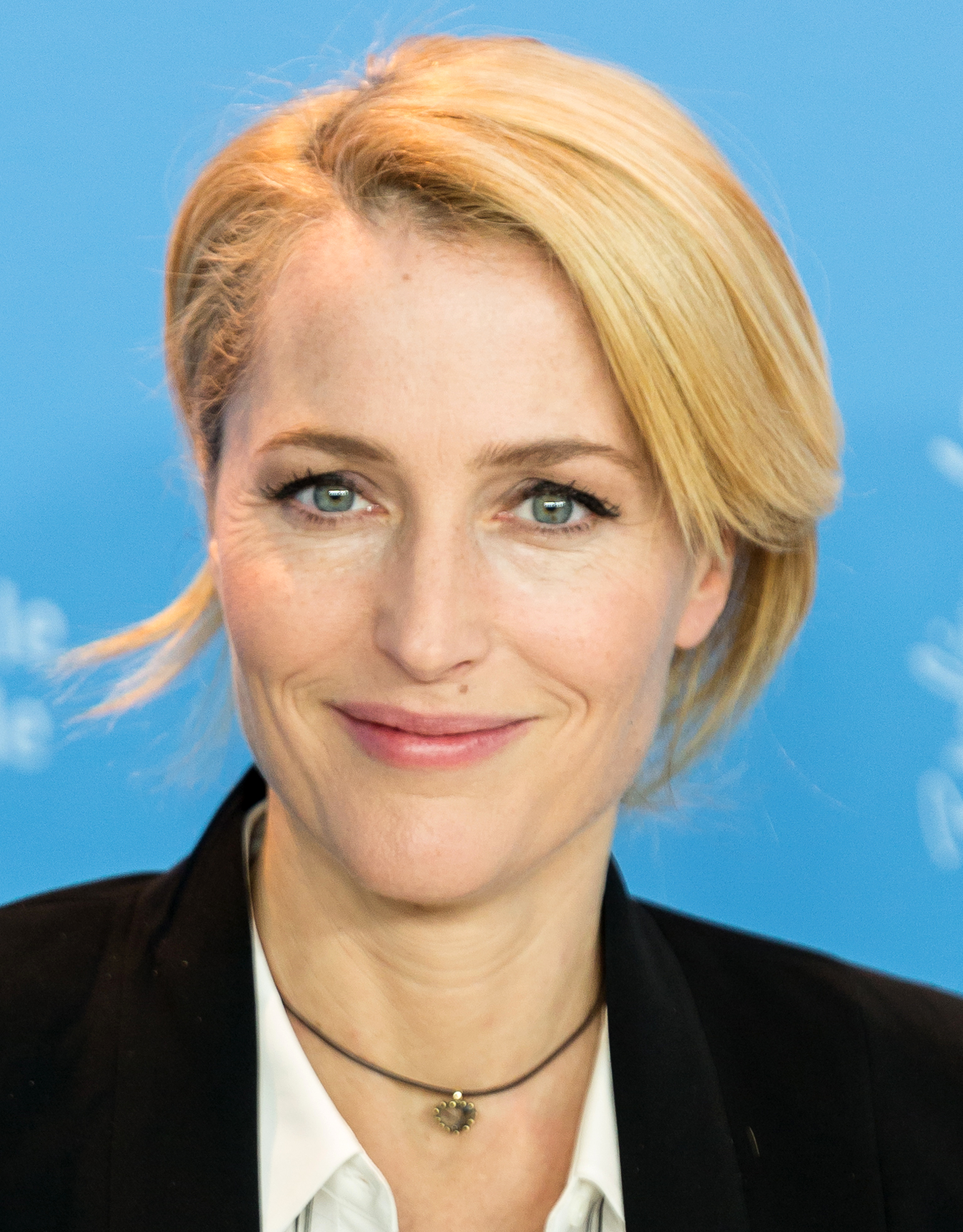

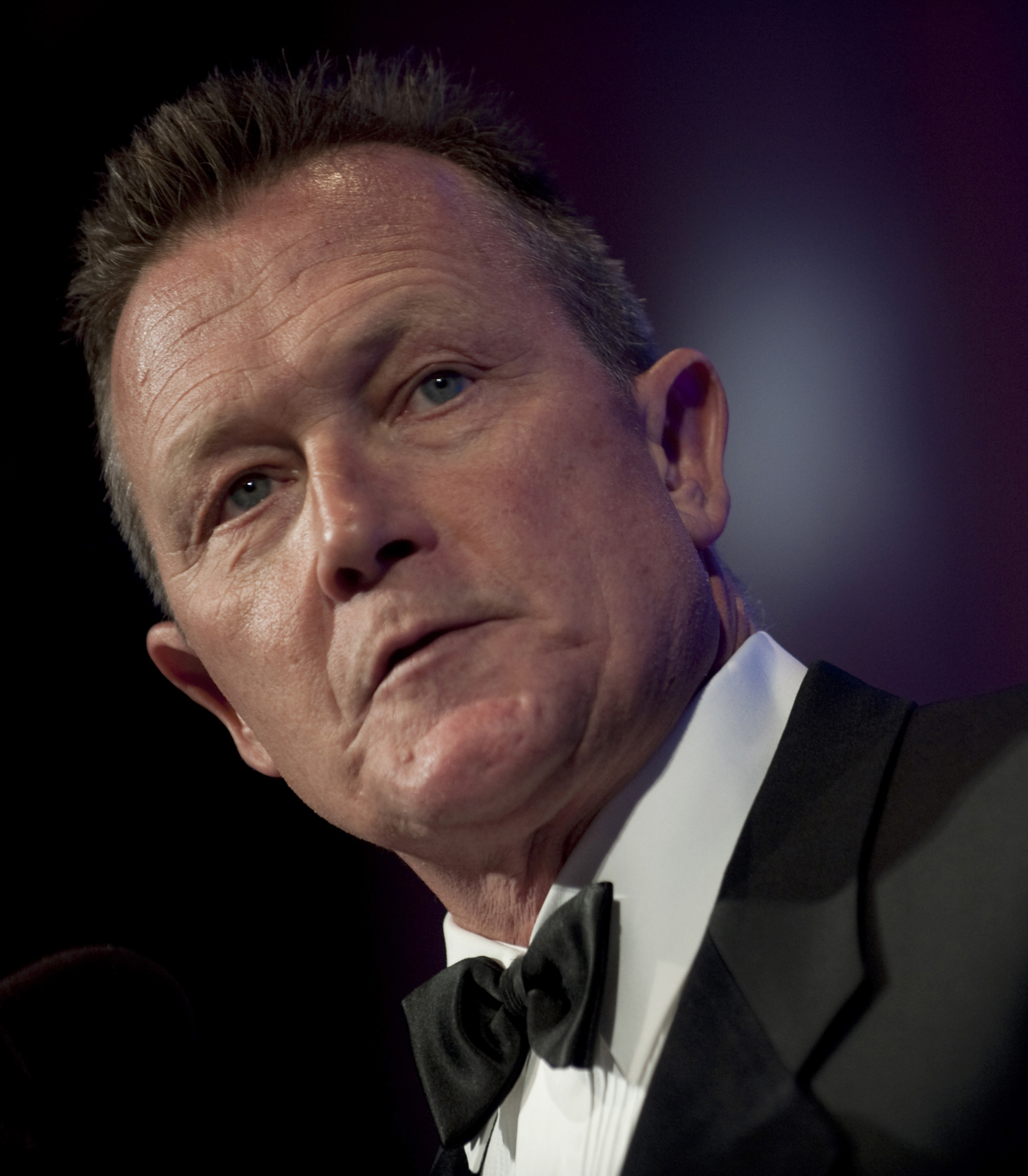

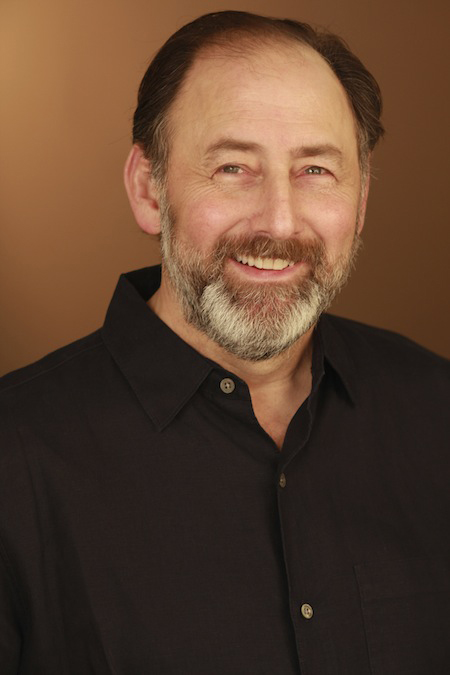

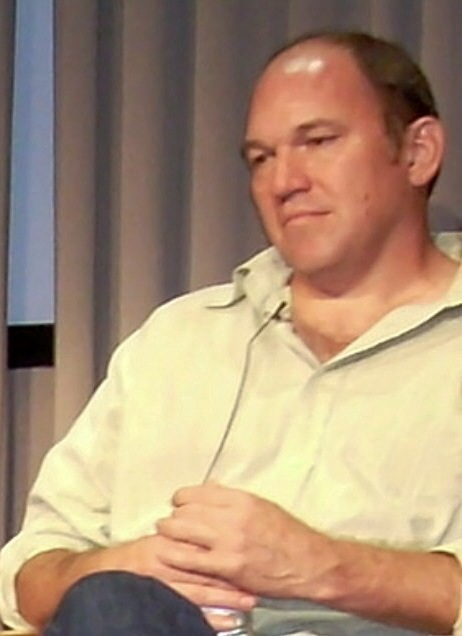

Скаллі і Доггетт зустрічають недавно померлу людину — чоловіка, який виявляється живим, тільки дещо в ньому змінилося. Тепер він частково складається з металу і вбиває всіх, хто — як він вважає — винен в його стані.

## Зміст
Істина поза межами досяжного
У Мансі (Індіана) Нора Пірс і Куртіс Деларіо розмовляють про смерть чоловіка Нори Рея — ветерана війни в Перській затоці. Нора вважає, що Рей помер від синдрому війни. Після спроби втішити її, Деларіо вирушає додому і врізається в чоловіка посеред дороги. Його автомобіль розбивається вщерть, але чоловік не постраждав — оскільки машина розбилася його тілом. Кертіс, важко поранений, піднімає погляд на чоловіка і впізнає Рея. Рука чоловіка пробивається крізь лобове скло, коли Кертіс кричить.
Агенти Скаллі та Доггетт розслідують катастрофу. Під автомобілем вони помічають ніби впечатані у дорожне покриття сліди взуття. Скаллі розмірковує — як людській істоті зупинити автомобіль, але Доггетт зазначає — для зупинки автомобіля знадобився б щільний сталевий блок. На місце аварії приїздить Нора — в цьому часі Скаллі знаходить тіло Деларіо, залишене у сміттєвому баку неподалік; на його обличчі зяючі отвори.
Здійснивши розтин, Скаллі приходить до висновку, що п'ять отворів на обличчі чоловіка були зроблені людськими пальцями, коли хтось потягнувся до голови Деларіо і витяг його з розбитого автомобіля. Доггетт знаходить свіжий відбиток пальця (на лобовому склі) з кров'ю Реймонда Алоїза Пірса.
Тим часом Рей десь обкусує свіжу щетину на обличчі кусачками. Доггетт іде до Нори Пірс і знаходить Гаррі Оделла, який працевлаштував Рея на своєму дворі. Доггетт розпитує про Рея, але Нора наполягає, що бачила, як він помирає; обидва не вірять, що Рей міг бути причетним до смерті Кертіса.
Рей Пірс їсть в якому закладі харчування — де він влаштувався, Лорен Джексон підсідає до нього. Вона намагається допомогти йому, але Рею геть нецікаво спілкуватися з нею. Тим часом, на складі брухту, Оделл ліквідує якісь документи, коли з'являється Рей. Гаррі удає привітність, а потім дістає рушницю з шухляди столу. Він стріляє в Рея і той вилітає через розсувні скляні двері. Гаррі виходить назовні — але Рея не видно. Відстрелена рука Рея починає перебудовуватися металічними деталями. Гаррі вражений цим видовищем, коли Рей вбиває його — торкнувшись пальцями чола.
Наступного ранку Доггетт перевіряє нове місце вбивства і знаходить таємничий подрібнений документ. В місцях поранень Рея на лиці і руці відбуваються металічні переродження. Лорен застає у Рея в кімнаті одяг в крові — він виходить з ванної у куртці з каптуром. Рей обертається і Лорен бачить металічні нарости на його обличчі й швидко йде геть. Доггетт відвідує «Chamber Technologies» і дізнається про «розумні метали» — які відновлюють свої первісні форми, але на той момент все ще є мрією. По телефону Доггетт згадує «розумні метали» і Скаллі розповідає йому про те, як медичні записи Рея Пірса показують, що вся його клітинна структура змінювалася через вплив невідомої речовини. Тим часом Лорен бачить у газеті некролог Рея і дивиться новини по телебаченню про вбивство на дворі рятувальників. Вона вирішує покликати вдову Рея.
Скаллі обговорює справу Пірса з Доггеттом. Скаллі дивується: якщо Пірс став «металічною людиною», як його зупинити? Пірс прибуває до «Chamber Technologies». Доктор Вогел, один із вчених, що працюють там, заманює його до ізоляційної камери, а потім Рея оточують Доггетт, Скаллі та спецназівці. Врешті-решт Пірс виривається із задньої частини камери — через 10-см металічні двері. В місці вирваної стіни Скаллі бачить кров Рея — її краплі перетворюються на метал. Нора чекає Рея в придорожному готелі де він проживає. Рей пояснює, що він не прийшов додому, тому що це вже не він — на руці дружини що його схопила утворюються рани від пошкодження металом. Рей сердито обертається до неї і каже: «Вони за це заплатять. Вони всі за це заплатять».
Доггетт проводить пошуки на складі брухту і знаходить велику каністру «Chamber Technologies», всередині якої перебуває хтось. Доггетт бачить зверху ємності видушені відбитки рук зсередини посудини. Доггетт перевертає ємність — з неї витікає металічна рідина — а всередині металізований труп. Коли Скаллі та Доггетт стикаються із затриманим Вогелом з цього приводу, він визнає — це був доктор Кліфтон — лікар, його передник який загадково зник. Вмираючий від роботи зі сплавом що містив в собі генетичний алгоритм Кліфтон просив Пуговела покласти його в бочку, щоб не зіпсувати репутацію компанії і не уповільнити дослідження. Доггетт і Скаллі усвідомлюють, що Рей потрапив під дію мутації і таким чином перетворився на металеву людину. Доггетт помічає Нору Пірс у лабораторії, вона переглядає папки зі справами на співробітників компанії — Джон усвідомлює що їй хтось подзвонив. ФБР здійснює обшук на зупинці де проживає Рей, щоб знайти його. Лорен Джексон знаходить Рея, і він кладе одну руку їй на рот, щоб її не почули, але не розраховує сили і вбиває її. Рей проломує стіну в готелі «Сент-Клер» і при втечі поранив з десяток людей. При допиті Нори вона видає прочитане в документах — керівництво компанії знало, що відбувається з її чоловіком.
Коли Нора уночі під охороною приходить додому, з темряви кімнати з'являється Рей, вимагаючи імені відповідальної особи. Рей хапає Нору за руку — чути хрускіт кісток. Вона каже йому, що відповідальною особою є Овен Гарріс. Нора вибігає надвір і кричить ефбеерівцям — Рей у будинку. Рей знаходить Гарріса разом із сім'єю (вони їдуть в автівці) і мало не вбиває його. Однак Рей розуміє, що Гарріс був бухгалтером, який випадково відправив бочку на звалище — на це видовище з автівки дивиться син Овена. Побачивши, що він зрештою невинний, Рей щадить Овена і йде геть. Скаллі вважає, що цей вчинок став останнім проблиском людяності Рея.
Автомобіль кидають у компактор на сміттєзвалищі і розчавлюють. Коли при згасаючому освітленні видно очі Рея — він ще живий.
Машина не знає жалю

## Зйомки
Епізод був написаний співробітником сценарного відділу «Цілком таємно» Джеффрі Беллом і це є вільна адаптація «Тецуо — залізної людини», японського кіберпанк-фільму 1989 року режисера Шиньї Цукамото. Ідея написати епізод про людину, тіло якої повністю зроблено з суцільного металевого сплаву, була розроблена Беллом до того, як Роберт Патрік приєднався до серіалу. Патрік раніше грав термінатора Т-1000-андроїда у фільмі «Термінатор 2: Судний день». Керівники серіалу придумали роль агента Доггетта в надії, що його участь сподобається віковій категорії 18–34 років. «Фокс» передбачав 10 % збільшення глядачів із появою Патріка. Епізод містить чітке посилання на попередню роль Патріка — почувши теорію Скаллі, Доггетт відповідає: «Що ти кажеш? Рей Пірс став якоюсь металевою людиною? Бо це трапляється лише в фільмах, агент Скаллі».
Зі зйомками та після трансляції «Спасіння» Роберт Патрік почав відчувати себе «комфортно у новій ролі». Пізніше він згадував, що «ми почали бачити наші (рейтингові) номери. Наші показники були хороші, і всі задоволені». Деякі персонажі та місця розташування були названі чи придумані на честь реальних осіб та місць. Троє вчених: Чембер, Кліфтон і Пуговел були пойменовані на честь друзів-інженерів Белла. Значна частина серії відбувалася в Мансі (Індіана). Белл вибрав це місце — бо Мансі було рідне місто його бабусь і дідусів.
В епізоді металевий Рей Пірс повинен був сам зупинити автомобіль. Для того, щоб створити цей ефект, Вейда Вільямса, який зіграв «металеву людину», знімали на зеленому екрані. Щоб створити ілюзію, що автомобіль потрапив під удар, освітлення було тьмяне, і в момент передбачуваного удару здійснено порив вітру вентиляторами. Сцена знімалася з різною швидкістю, вирізався матовий шар, а на вирізані кадри накладалися різні ефекти, такі як розбиття скла та дим. Потім була відзнята окрема сцена, на якій автомобіль врізався у зелений стовп. Потім два окремих зображення були складені разом. Пол Рабвін пізніше описав цю сцену як ефективну.
Під час епізоду кілька разів лунає тема з фортепіанного концерту ля мінор Гріга.

## Показ і відгуки
«Salvage» вперше був продемонстрований на телеканалі «Fox» 14 січня 2001 року. Епізод отримав рейтинг Нільсена 7,1, це означає — його бачили 7,1 % загальнонаціональних домогосподарств країни. Епізод переглянули 7,26 млн домогосподарств та 11,7 млн глядачів. Згодом він був показаний у Великій Британії на телеканалі «BBC Two» 5 травня 2002 року.
Відгуки критиків були в основному негативними. Оглядачка «Телебачення без жалю» Джессіка Морган оцінила епізод на "F " і розкритикувала сюжет, особливо його закінчення. Роберт Ширман та Ларс Пірсон у книзі «Хочемо вірити: критичний посібник з Цілком таємно, Мілленіуму та Самотніх стрільців» оцінили серію 1 зіркою з п'яти. Вони відзначили, що епізод потішив Доггетта і Скаллі «механічним сюжетом», зазначивши: «„Спасіння“ ніколи б не вийшов чудовим епізодом, але якби він лише потрудився глибше пропрацювати постаті Доггетта та Скаллі, можливо, це все-таки було б розважально». Оглядачка «Cinefantastique» Пола Вітаріс надала епізоду негативний відгук і відзначила 1.5 зірки з чотирьох. Вона назвала серію «монстром тижня на конвеєрі» і розкритикувала за те, епізод не зміг переконати аудиторію по-справжньому співчувати тяжкому становищу Рея Пірса. Однак Вітаріс похвалила грим в епізоді, зазначивши, що «цей грим — це виступ (Вейда Ендрю) Вільяма…, це дивовижне видовище».
Не всі відгуки були негативними. Емілі Вандерверф з «The A.V. Club» відзначила епізод оцінкою «B-». Вона була втішена тим, як запрошеній зірці дозволили «взяти на себе» епізод, але зауважила, що менший акцент на Скаллі та Доггетта зробив їхні сцени «нудними». Зрештою, оглядачка зауважила, що проблема полягала в тому, що дві половини сюжету — розслідування Догґета і Скаллі та тяжке становище Рея — були переважно не пов'язані між собою.

## Знімалися
| Актор             | Роль           |
| ----------------- | -------------- |
| Роберт Патрік     | Джон Доггетт   |
| Джилліан Андерсон | Дейна Скаллі   |
| Арі Гросс         | доктор Вогел   |
| Скотт Макдональд  | Куртіс Деларіо |
| Вейд Вільям       | Реймонд Пірс   |
| Кеннетт Месеролл  | Овен Гарріс    |